# Stanisław Goździewski
Stanisław Nikodem Goździewski (ur. 31 marca 1886 w Drohobyczu, zm. wiosną 1940 w Katyniu) – lekarz pediatra, działacz społeczny, podpułkownik lekarz Wojska Polskiego, ofiara zbrodni katyńskiej.

## Życiorys
Urodził się w rodzinie Stanisława i Stanisławy z Barskich. Ukończył studia medyczne na Wydziale Lekarskim Uniwersytetu Franciszkańskiego we Lwowie. W 1912 roku otrzymał dyplom lekarza. Był specjalistą pediatrą.
Uczestniczył w I wojnie światowej w szeregach c. i k. armii, w ewidencji której figurował jako Stanislaus Gozdziewski de Wieniawa. 1 marca 1915 roku został mianowany na stopień starszego lekarza rezerwy. Jego oddziałem macierzystym był 80 pułk piechoty. W marcu 1915 roku otrzymał najwyższe wyrazy uznania za mężne zachowanie się wobec nieprzyjaciela.
Po odzyskaniu przez Polskę niepodległości wstąpił do Wojska Polskiego. Podczas wojny polsko-ukraińskiej brał udział w obronie Lwowa. Potem uczestniczył w wojnie polsko-bolszewickiej.
3 maja został zweryfikowany w stopniu podpułkownika ze starszeństwem z dniem 1 czerwca 1919 roku i 96. lokatą w korpusie oficerów sanitarnych, grupa lekarzy, a jego oddziałem macierzystym była wówczas kompania zapasowa sanitarna Nr 5 w Krakowie. W latach 1923–1924 był komendantem Szpitala Rejonowego Tarnów, pozostając oficerem nadetatowym 5 batalionu sanitarnego w Krakowie. Na przełomie lat 20. i 30. był naczelnym lekarzem 16 pułku piechoty w Tarnowie. Z dniem 30 czerwca 1934 roku został przeniesiony w stan spoczynku.
Działał jako prezes organizacji społecznych w Tarnowie (był prezesem tamtejszego oddziału PCK), publikował prace naukowe.
W 1936 roku był dyrektorem Lecznicy dla dzieci miasta Tarnowa przy ulicy Nowodąbrowskiej 6d oraz członkiem zarządu miejscowego Towarzystwa Przeciwgruźliczego. Do 1939 roku mieszkał przy Placu Kazimierza Wielkiego 2 w Tarnowie.
Jego żoną była Wilhelmina (1890–1937), córka Tadeusza Tertila. Miał syna Stanisława.
Po wybuchu II wojny światowej 1939, kampanii wrześniowej i agresji ZSRR na Polskę został aresztowany przez Sowietów. Był przetrzymywany w obozie w Kozielsku. Wiosną 1940 został przetransportowany do Katynia i rozstrzelany przez funkcjonariuszy Obwodowego Zarządu NKWD w Smoleńsku oraz pracowników NKWD przybyłych z Moskwy na mocy decyzji Biura Politycznego KC WKP(b) z 5 marca 1940. Został pochowany na terenie obecnego Polskiego Cmentarza Wojennego w Katyniu.

## Upamiętnienie
Stanisław Goździewski został upamiętniony wraz z innymi oficerami Wojska Polskiego na tablicy upamiętniającej ofiary zbrodni katyńskiej związane z Tarnowem, odsłoniętej w 1988 w kościele Świętego Krzyża i Świętego Filipa Neri w Tarnowie (prócz niego uhonorowany został m.in. także por. Jan Krudowski).
5 października 2007 roku Minister Obrony Narodowej Aleksander Szczygło mianował go pośmiertnie do stopnia pułkownika. Awans został ogłoszony 9 listopada 2007 roku, w Warszawie, w trakcie uroczystości „Katyń Pamiętamy – Uczcijmy Pamięć Bohaterów”.
W ramach akcji „Katyń... pamiętamy” / „Katyń... Ocalić od zapomnienia”, został zasadzony Dąb Pamięci honorujący Stanisława Goździewskiego przy II Liceum Ogólnokształcącym im. Zbigniewa Herberta w Brzegu.

## Ordery i odznaczenia
- Odznaka Honorowa Polskiego Czerwonego Krzyża II stopnia (1935)[19]
- Order Żelaznej Korony III klasy z mieczami i dekoracją wojenną oraz uwolnieniem od taksy (1916)[20]
- Signum Laudis Srebrny Medal Zasługi Wojskowej z mieczami na wstążce Krzyża Zasługi Wojskowej
- Signum Laudis Brązowy Medal Zasługi Wojskowej z mieczami na wstążce Krzyża Zasługi Wojskowej